# 正しい恋愛のススメ
『正しい恋愛のススメ』（ただしいれんあいのススメ）は、一条ゆかり原作の少女漫画作品、及びそのドラマ化作品である。
集英社『コーラス』1995年2月・10月-12月号・1996年2月・3月・5月-8月・10月-12月号・1997年2月・3月・5月-7月・9月-11月号に、特別番外編が96年4月号に掲載された。

## 作品概要
ルックスが良く成績は中の上、可愛い彼女もいる、だが何か物足りず退屈な日々を過ごす竹田博明は、護国寺洸や彼のバイト先の出張ホストクラブと関わり、博明自身も全てが未知の出張ホストの世界へ入っていった。そこで客でありながら本気で好きになってしまった女性・岬玲子は実は恋人の美穂の母親であった。

## 漫画
- 正しい恋愛のススメ コミックセット
- 正しい恋愛のススメ コミックセット
- 正しい恋愛のススメ 1 YOUNG YOUコミックス （1996年7月）
- 正しい恋愛のススメ 2 YOUNG YOUコミックス （1997年1月）
- 正しい恋愛のススメ 3 YOUNG YOUコミックス （1997年8月）
- 正しい恋愛のススメ 4 YOUNG YOUコミックス （1998年1月）
- 正しい恋愛のススメ 5 YOUNG YOUコミックス （1998年12月、全て番外編）
- 正しい恋愛のススメ 1 集英社文庫 （2005年1月）
- 正しい恋愛のススメ 2 集英社文庫 （2005年1月）
- 正しい恋愛のススメ 3 集英社文庫 （2005年2月）
- 正しい恋愛のススメ 出口はどっちだ!?恋 SHUEISHA Girls Remix （2005年9月）
- 正しい恋愛のススメ サプライズ続出!?愛 SHUEISHA Girls Remix （2005年9月）

## テレビドラマ
2005年9月5日から10月14日までTBS系列「愛の劇場」枠で放送された。原作では高校生である主要人物が大学生に変更されている（これは、設定上主人公達が高校生では問題になると考えられた為）。後枠「ドラマ30」では10月3日から11月25日まで『デザイナー』が放送されていた為、本作放送終了まで2週間、同一作者原作のドラマが2本連続で放送された事になる。一条作品の日本での映像化は1997年の『砂の城』以来8年振りで、台湾では2001年に『恋のめまい愛の傷』がドラマ化されている。

### スタッフ
- 製作：TBS、Joker
- 脚本：倉成柊一郎（第1・2・4・5・6週）､児玉頼子（連名：第3週）
- プロデューサー：大川博史
- 演出：片岡K（第1・2・6週）、山田勇人（第3・5週）、松永洋一（第4週）
- 編成担当：三城真一、寺島麻由

### 主題歌・劇中歌
- 主題歌：『淡き恋人』

作詞：髙橋真梨子/作曲：森川直紀/編曲：小林信吾/歌：髙橋真梨子（ビクターエンタテインメント）
- 劇中歌： Rita-iota

### キャスト
- 岬玲子：大島さと子
- 竹田博明：ウエンツ瑛士
- 護国寺洸：半田健人
- 小泉美穂：仲程仁美
- 福井正春：湯江健幸
- 大田久美子：山口日記
- 城崎京香（夏海）：一戸奈未
- 真島陽二（冬樹）：マイク・ハン
- 竹田博信：山西道広
- 竹田敦子：岡本麗
- 木原順子：木野花
- 原田一樹：小木茂光
- 美穂の友人：浜丘麻矢
- 囲碁研 
  - 長男（中村部長）：坪田翔太
  - 次男（関口）：清水優
  - 三男（山本）：大塚朝之

### エピソード
- 2006年10月30日の『HEY!HEY!HEY! MUSIC CHAMP』にWaTが出演した際、このドラマでのウエンツのベッド上のキスシーンが放送された。

### DVD
- 正しい恋愛のススメ DVDBOX （2006年7月28日発売／定価：￥21,000（税込）／販売元：TCエンタテインメント）